# 27056 Ginoloria
27056 Ginoloria è un asteroide della fascia principale. Scoperto nel 1998, presenta un'orbita caratterizzata da un semiasse maggiore pari a 3,0454558 UA e da un'eccentricità di 0,1401696, inclinata di 10,45425° rispetto all'eclittica.
Il nome è un omaggio al matematico italiano Gino Loria.